# 김만태
김만태(1964년 1월 30일 ~ )는 대한민국의 축구 선수이며, 포지션은 공격수이다.